# Königsturm (Mont-Saint-Michel)

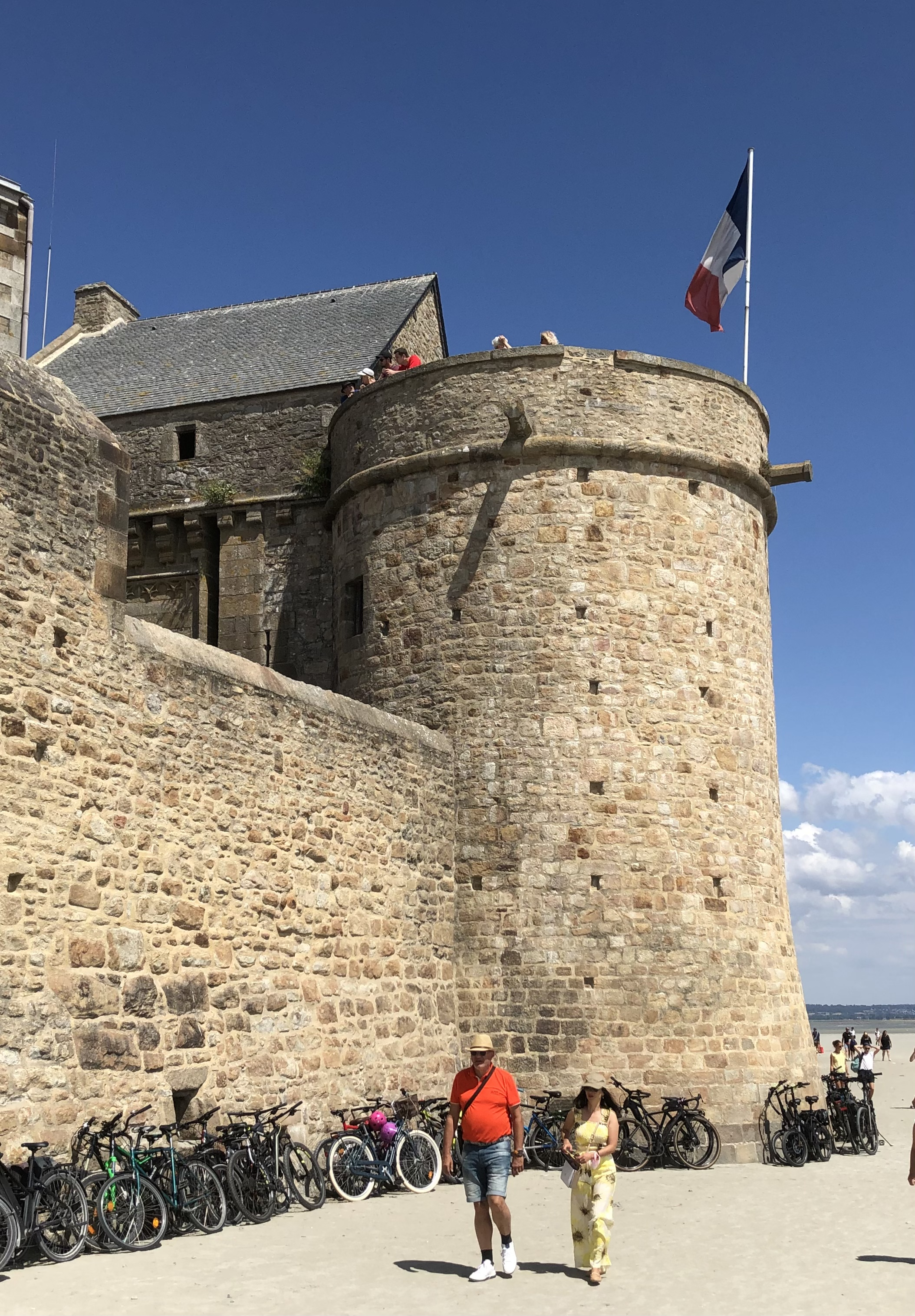
Königsturm, Blick von Südwesten, 2022

Der Königsturm, auch Turm des Königs, (französisch Tour du Roy) ist ein Turm der Stadtbefestigung Mont-Saint-Michel in der Gemeinde Le Mont-Saint-Michel in Frankreich.
Der Turm befindet sich am südlichen Ende des Mont Saint-Michel und ist zugleich der westlichste Turm der Befestigung. Etwas weiter östlich steht der Turm der Arkade. Nördlich grenzt das Königstor an, das vom Turm flankiert wird.
Der Grundriss des Königsturms entspricht der klassischen kreisrunden Form. Er entstand in der Zeit zwischen 1475 und 1499. An seiner Basis erweitert sich der Sockel. Bemerkenswert sind drei oben aus dem Turm ragende Rinnen, die optisch an Kanonen erinnern. 1879 wurde vom Festland aus ein Fahrdamm durch die Bucht errichtet, der genau auf die schmale Stelle zwischen Königsturm und Arkadeturm zulief, zwischenzeitlich jedoch durch die Brücke zum Mont Saint-Michel ersetzt wurde.